# Кремовий колір

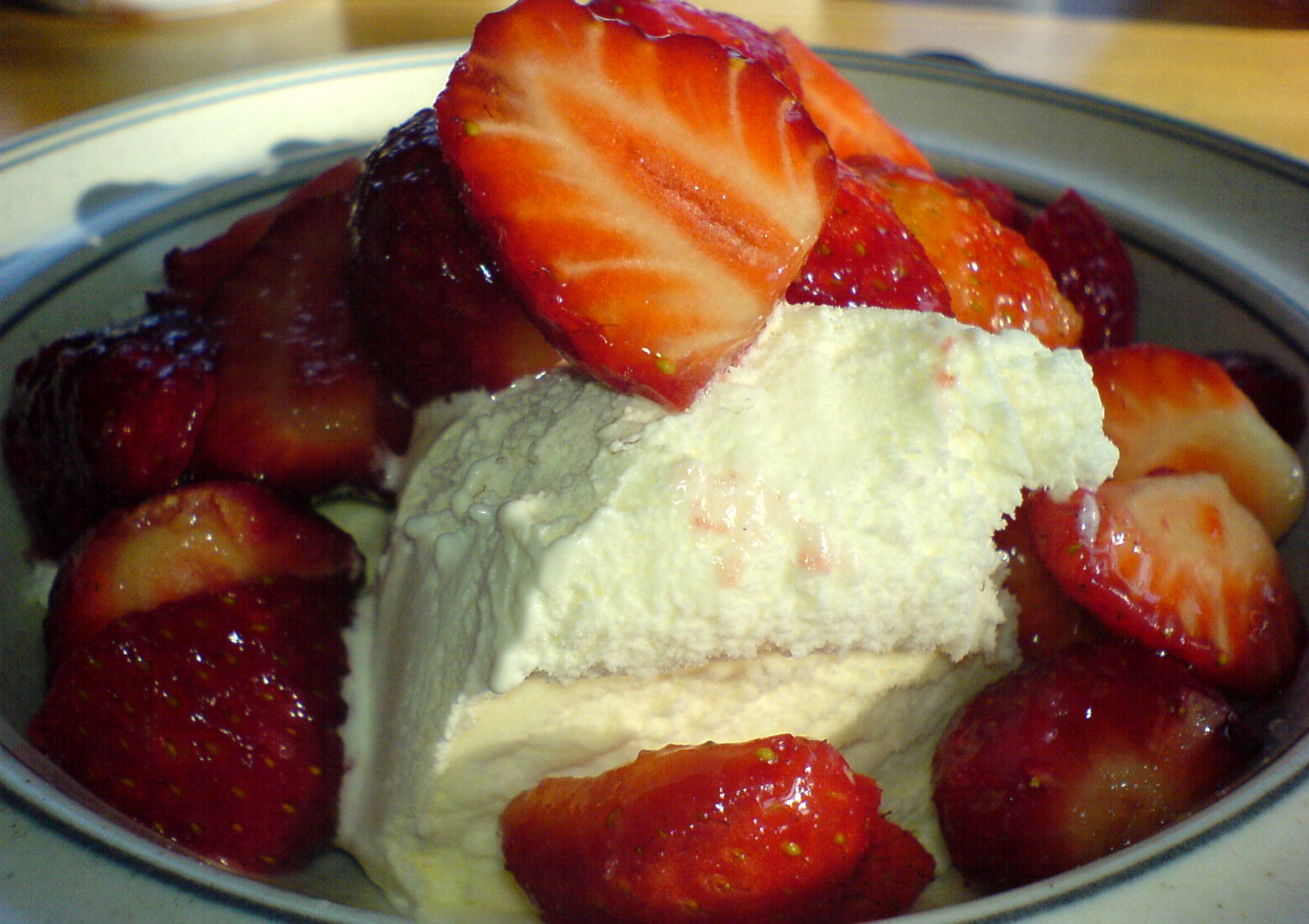
Полуниця з вершками

Кремовий колір — дуже блідий теплий відтінок жовтого. Колір молочних вершків, вироблених худобою, яка випасалася на натуральних пасовищах з рослинами, багатими на жовті каротиноїдні пігменти. Деякі з цих пігментів входять до складу молока (зокрема, до складу вершкового жиру). Це надає жовтого відтінку білому молоку з високою концентрацією жиру.
Кремовий — пастельний відтінок жовтого, так само як рожевий — червоного. Змішуючи жовтий і білий кольори, можна отримати кремовий.

## Кремовий у природі
Птахи
- Бігунець пустельний
- Celeus flavus

Ссавці
- Білка кремова

## Кремовий у людській культурі
- Ванільний крем
- Кремовий колір використовується як колір шкіри в деяких видах мистецтва, переважно в аніме. Він також використовується для опису загального тону шкіри у Східній та Південно-Східній Азії.
- Кремовий колір широко використовується як один із білястих кольорів в дизайні інтер'єру.
- Офіційними кольорами клубу América є кремовий і синій.
- Апельмон — британський короткошерстий кіт кремового кольору, що належав українській метеорологині Наталії Діденко.